# Radio Italia - Mi piace
Radio Italia - Mi piace è una compilation formata da due cd di 13 brani ognuno pubblicata il 29 marzo 2011 per la Sony Music. La compilation debutta alla sedicesima posizione nella classifica FIMI, per poi raggiungere la decima durante la terza e l'ottava settimana.

## Tracce

### CD 1
1. Biagio Antonacci - Tra te e il mare - 3:39
2. Vasco Rossi - Ad ogni costo - 3:45
3. Irene Grandi - Sono come tu mi vuoi - 3:32
4. Gino Paoli e Giuliano Palma & the Bluebeaters - Che cosa c'è - 3:46
5. Emma - La lontananza - 2:56
6. Vinicio Capossela - Si è spento il sole - 2:25
7. Malika Ayane - La prima cosa bella - 3:36
8. Gianluca Grignani - Anna - 5:14
9. Mina - Tre volte dentro me - 5:47
10. Francesco Renga - Impressioni di settembre - 4:25
11. Nathalie - Piccolo uomo - 4:06
12. L'Aura Abela - Bocca di rosa - 3:32
13. Rino Gaetano - A mano a mano - 3:34

### CD 2
1. Modà - Urlo e non mi senti - 4:18
2. Noemi - Il cielo in una stanza - 3:35
3. Fiorella Mannoia - Sally - 5:17
4. Alex Britti - L'isola che non c'è - 3:34
5. Giorgia - Un'ora sola ti vorrei - 3:51
6. Nina Zilli - L'amore verrà - 3:15
7. Negramaro - Meraviglioso - 3:59
8. Zucchero Fornaciari - Indaco dagli occhi del cielo - 3:58
9. Delta V - Se telefonando - 4:13
10. Elisa - Almeno tu nell'universo - 4:08
11. Carmen Consoli - L'animale - 3:51
12. Marco Mengoni - Insieme a te sto bene - 3:20
13. Giusy Ferreri - Ma il cielo è sempre più blu - 4:21

## Classifica italiana
| Classifica | Posizione più alta |
| ---------- | ------------------ |
| FIMI       | 10                 |

### Andamento nella classifica italiana
| Italia (FIMI) | Italia (FIMI) | Italia (FIMI) | Italia (FIMI) | Italia (FIMI) | Italia (FIMI) | Italia (FIMI) | Italia (FIMI) | Italia (FIMI) | Italia (FIMI) | Italia (FIMI) | Italia (FIMI) |
| Settimana     | 01            | 02            | 03            | 04            | 05            | 06            | 07            | 08            | 09            | 10            | 11            |
| ------------- | ------------- | ------------- | ------------- | ------------- | ------------- | ------------- | ------------- | ------------- | ------------- | ------------- | ------------- |
| Posizione     | 16            | 11            | 10            | 11            | 13            | 14            | 16            | 10            | 21            | 29            | 27            |